# Rubén Suñé
Rubén Suñé, né le 7 mars 1947 à Buenos Aires (Argentine) et mort le 20 juin 2019 dans la même ville, est un footballeur international argentin.

## Carrière
Rubén Suñé commence sa carrière professionnelle à Boca Juniors en 1967, qui remporte cette saison-là le titre de champion, puis un second en 1970. En 1969 il fait ses débuts en équipe nationale, pour laquelle il comptera six sélections. Impliqué dans une bagarre célèbre le 17 mars 1971 entre les joueurs boquenses et les Péruviens du Sporting Cristal, il quitte finalement son club formateur en 1973 pour Huracán, puis après deux ans Unión de Santa Fe.
En 1976, le nouvel entraîneur de Boca Juan Carlos Lorenzo fait appel à lui. Titulaire, il contribue largement à la période de succès inédite que va connaître le club de Buenos Aires les années suivantes, avec deux titres de champion, deux Copa Libertadores et la Coupe intercontinentale en 1977. 
En 1981, Rubén Suñé signe pour une dernière saison à San Lorenzo avant de prendre sa retraite sportive à la suite de nombreuses blessures. Il connaît par la suite des ennuis de santé et doit faire un passage en hôpital psychiatrique. En 1986, il revient dans son club formateur comme entraîneur de jeunes.